# Monte Perseus
El monte Perseo o monte Perseus, es una elevación ubicada en la parte sur de la isla Candelaria del grupo Candelaria de las islas Sandwich del Sur. Es el más bajo y más boreal de los domos de hielo gemelos en la parte sur de la isla.
Fue nombrado por el Comité Antártico de Lugares Geográficos del Reino Unido en 1971 en asociación con el cercano monte Andrómeda. El nombre hace referencia a Perseo, un semidiós de la mitología griega, que rescató a Andrómeda de un monstruo marino. Ubicados en la parte sur de la isla, ambos montes están cubiertos por glaciares permanentes con parches de vegetación a sus costados.
La isla nunca fue habitada ni ocupada, y como el resto de las Sandwich del Sur es reclamada por el Reino Unido que la hace parte del territorio británico de ultramar de las Islas Georgias del Sur y Sandwich del Sur, y por la República Argentina, que la hace parte del departamento Islas del Atlántico Sur dentro de la provincia de Tierra del Fuego, Antártida e Islas del Atlántico Sur.